# Gueuta
Gueuta ou Guelta (Guêuta), é uma gíria utilizada no Brasil, relacionada à prática de indicações de medicamentos e/ou correlatos por atendentes/balconistas ou farmacêuticos, com o propósito de divulgar a marca do laboratório farmacêutico envolvido, promovendo assim, o consumo da suas marcas. Para cada produto vendido, pode ser pago um valor em dinheiro e/ou prêmios(comissão). Em sua maioria, estão envolvidos medicamentos genéricos ou similares dispostos nas farmácias e drogarias, que são alvos na chamada "empurroterapia".
O termo também é empregado no comércio de cosmético. Sua utilização é semelhante à indústria farmacêutica. Paga-se um valor em dinheiro e/ou prêmios(comissão) por "Gelta" ou selo.
Está prática é condenada pelo código de ética do profissional farmacêutico, tendo em vista que prescrever e receitar são atos exclusivos de profissionais legalmente habilitados, de acordo com a "Resolução N.º 417, de 29 de setembro de 2004".